# NHKオンライン
NHKオンライン（エヌエイチケイオンライン）とは、日本放送協会がインターネットのウェブ上で運営している、公式ウェブサイトの名称である。

## 概要
1991年にnhk.or.jpのドメインを取得。1995年10月6日に前身となるページが開設された。
2000年代後半になると『NHK紅白歌合戦』のコーナー「スキウタ〜紅白みんなでアンケート〜」や『着信御礼!ケータイ大喜利』などの視聴者参加型番組への加担が目立つようになる。

## 内容
- PCブラウザ向けウェブサイトでは、NHKが放送している各番組についての情報や、番組表、アナウンサー情報など多岐に渡る内容が掲載されている[5]。
- 日本語以外に関しては1999年に英語によるニュース掲載を開始[6]。国際放送「NHKワールド」にあわせて多言語のラジオニュース配信も行っている。
- これとは別にNHKが2002年1月に開始した「携帯・読み上げ版」（現在は「テキスト版」）では音声による読み上げを対象とした文章表現で記載されている[7]。ラジオ番組が携帯電話用サイトとして活用したこともある。
- 携帯電話用サイトはNHKの関連会社であるNHK情報ネットワーク（現：NHKグローバルメディアサービス）によってサービスを開始。2005年5月に3キャリア（NTTドコモ・au・ボーダフォン（現在のソフトバンク））の公式サイトが開設[3]。さらに、ニュースや天気予報、海外放送等を音声や動画で視聴することが可能。
- ニュース配信は2000年12月26日[要出典]開始[8]。天気予報ページは2010年4月1日より「気象・災害情報ページ」として統合され、ニュースのポータルページも同日に全面的に刷新[9]。
- 番組表は1週間先までと過去1か月の内容が掲載されており、過去1か月の番組表では番組の途中で入り込んだ全波一斉放送の臨時ニュースや地震情報、緊急地震速報の放送内容も掲載されている。また、NHKオンデマンドで配信されている番組には「NOD」のマークが付けられている。
- リンク先はhttp://www.nhk.or.jpが「トップページ」のURLとして指定されている[10]。
- 各放送局も傘下で個別に公式サイトを開設している。その一方で、携帯端末向けのサイトについては、一部の放送局は設置していない。
- 2024年5月27日、国会にて成立した放送法の改正により、2025年度からNHKのネット業務が必須化される[11]。それに伴い、放送番組との関わりが低いコンテンツ提供が規制されることから、NHKは2024年3月から一部のコンテンツの配信を停止または閉鎖した上でNHK NEWS WEBに統合する措置を執っている[11][12][13]。これを巡っては日本新聞協会や日本民間放送連盟などから民業圧迫との批判があったためとも言われている[14][15]。

## 主なコンテンツ
NHKネットクラブ2004年4月に開設されたNHKオンラインメンバーズと2008年3月に開設されたNHK+IDを統合させる形で2009年10月に開始。2019年11月終了。
NHKアーカイブスに保存されている番組のリスト2007年2月に公開。
NHKオンデマンド2008年12月に開始。
NHKネットラジオ らじる★らじる2011年9月に配信開始。
NHKプラス2020年3月に配信開始。